# Geraldo Vandré
Geraldo Vandré, nom de scène de Geraldo Pedrosa de Araújo Dias, né à João Pessoa (Paraíba, Brésil) le 12 septembre 1935, est un chanteur, auteur, compositeur et poète brésilien. Il est considéré comme l'une des figures majeures de la Música popular brasileira et de la Nueva canción. 
Il est notamment connu pour sa chanson Pra não dizer que não falei das flores (pt), écrite en 1968, qui s'est convertie en un symbole de la résistance contre la dictature militaire au Brésil.

## Biographie

### Jeunesse et études
Dès l'âge de 14 ans, Vandré exprime le désir de chanter à la radio et il participe à des shows dans son école. En 1951, il déménage avec sa famille à Rio de Janeiro. Tout en continuant ses études au lycée, il poursuit son rêve de devenir chanteur. En 1957, il s'inscrit à l'Universidade do Distrito Federal (aujourd'hui l'Université d'État de Rio de Janeiro) pour étudier le barreau. Durant cette période, il milite au sein du mouvement étudiant União Nacional dos Estudantes (UNE). Vandré reçoit son diplôme d'avocat en 1962.

### Parcours artistique
En 1958, Vandré fait la connaissance du chanteur Carlos Lyra, avec qui il va composer les chansons Aruanda et Quem Quiser Encontrar Amor. En 1961, il enregistre cette dernière chez RGE pour son premier single. L'année suivante, il enregistre avec la chanteuse Ana lúcia (pt) la chanson Samba em Prelúdio, écrite par Baden Powell et Vinícius de Moraes, qui rencontre un grand succès. En 1964, la maison de disques Audio Fidelity (en) publie le premier album de Vandré, intitulé Geraldo Vandré, qui contient, entre autres, les chansons Fica Mal com Deus et Menino das Laranjas. 
Chanteur de bossa nova à ses débuts, Vandré évolue vers la Nueva canción car il désire intégrer les musiques folkloriques brésiliennes, en particulier celle du Nordeste dont il est originaire, dans ses compositions.
En 1966, il arrive en finale du Festival de Música Popular Brasileira de TV Record avec sa chanson Disparada (pt), qui devient un succès important interprétée par Jair Rodrigues. En 1968, il  participe au IIIème Festival International da Canção de TV Record avec la chanson Pra não dizer que não falei de flores (également connue sous le titre de Caminhando) qui arrive en deuxième place. La chanson, qui encourage la mobilisation contre la dictature militaire en place au Brésil depuis 1963, est immédiatement interdite par le gouvernement. Elle se transforme en un hymne et symbole de la résistance. En 1979, alors que le Brésil est toujours sous le régime militaire, la chanteuse Simone  enregistre la chanson, qui connait un grand succès.

### Exil et retour

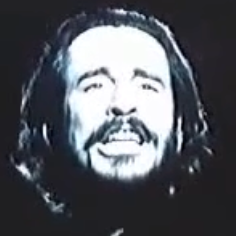
Geraldo Vandré en 1970.

Au début de 1969, un mois après la promulgation au Brésil de la loi AI-5, qui limite la liberté d'expression, Vandré décide de s'exiler au Chili pour éviter la prison. Durant son séjour au Chili, il collabore avec le groupe musical Los Jaivas. Puis il part pour l'Europe et séjourne dans plusieurs pays dont la France. En 1970, il enregistre à Paris l'album intitulé Das Terras de Benvirá, qui s'avérera être son dernier LP.  Cet album ne sortira que trois ans plus tard au Brésil. En 1973, dans l'impossibilité de retourner au Chili à la suite du coup d'État militaire dans ce pays, il repart pour le Brésil. À son arrivée à l'Aéroport international de Rio de Janeiro, il est arrêté et emprisonné pendant un mois. 

### Retrait du monde artistique
À sa sortie de prison, Vandré retourne vivre à São Paulo et arrête ses activités artistiques. Après avoir été amnistié en 1979, il reprend son travail dans la fonction publique. En 1982, il tente de relancer sa carrière au Paraguay mais sans succès. Dans un entretien télévisé de 2010, le premier qu'il accorde depuis plusieurs décennies, le chanteur revient sur sa décision de quitter le monde artistique. Il explique notamment qu'il n'était plus en phase avec la scène musicale brésilienne, devenue selon lui trop commerciale, et qu'il rejetait l'image de chanteur contestataire qu'on lui accolait. Il voulait simplement être reconnu comme un compositeur et interprète de musique brésilienne.
En 2006, sa chanson Pra não dizer que não falei das flores est utilisée par le gouvernement de Lula pour promouvoir sa politique dans le domaine de l'éducation.
En mars 2018, Vandré se produit à João Pessoa, après 50 années d'absence des scènes brésiliennes. Accompagné de l'Orchestre Symphonique de Paraíba (OSPB), il chante Pra não dizer que não falei das flores et rend hommage aux forces armées brésiliennes. Le mois suivant, Vandré publie un recueil de poèmes, Poética, qu'il a écrit lors de son exil au Chili.

## Discographie
- 1961 : Quem Quiser Encontrar Amor (SP RGE)
- 1963 : Samba em Prelúdio (avec Ana Lúcia (pt)) (SP Audio Fidelity (en))
- 1964 : Geraldo Vandré (LP Audio Fidelity)
- 1965 : Hora de Lutar (LP Continental (pt))
- 1966 : Disparada (SP RCA Victor)
- 1966 : A Hora e Vez de Augusto Matraga (chansons du film) (SP Philips)
- 1966 : 5 Anos de canção (LP Som Maior/RGE)
- 1968 : Canto geral (accompagné par le groupe Quarteto Novo) (LP Odeon)
- 1973 : Das Terras de Benvirá (LP Philips)

### Ressource audiovisuelle
- (pt) « Canal Livre recebe o músico e compositor Geraldo Vandré » [vidéo], programme Canal Livre (66 min), Rede Bandeirantes, 23 juillet 2023.